# Døstrup (Tønder Kommune)
Døstrup ist ein Dorf in Südjütland, Dänemark mit 299 Einwohnern (2025).

## Lage
Døstrup liegt sechs Kilometer südlich von Skærbæk, sieben Kilometer nördlich von Bredebro und 22 Kilometer nördlich von Tønder. Die Stadt gehört zur Gemeinde Tønder und liegt in der Region Süddänemark.
Es gehört zur Gemeinde Døstrup.
Die Züge auf der Strecke Bramming-Tønder halten in Døstrup am Bahnhof.

## Galerie

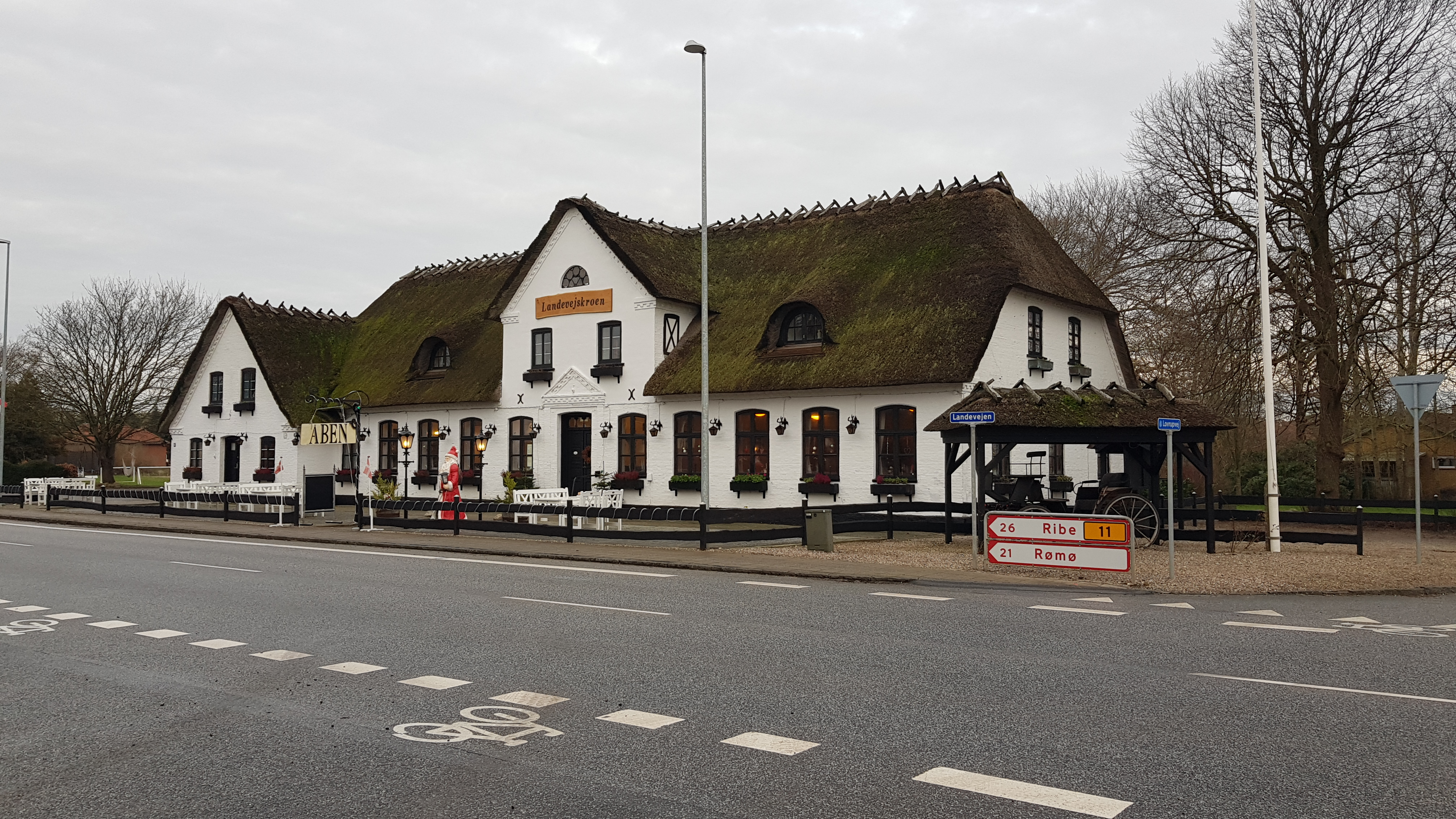
Landevejskroen
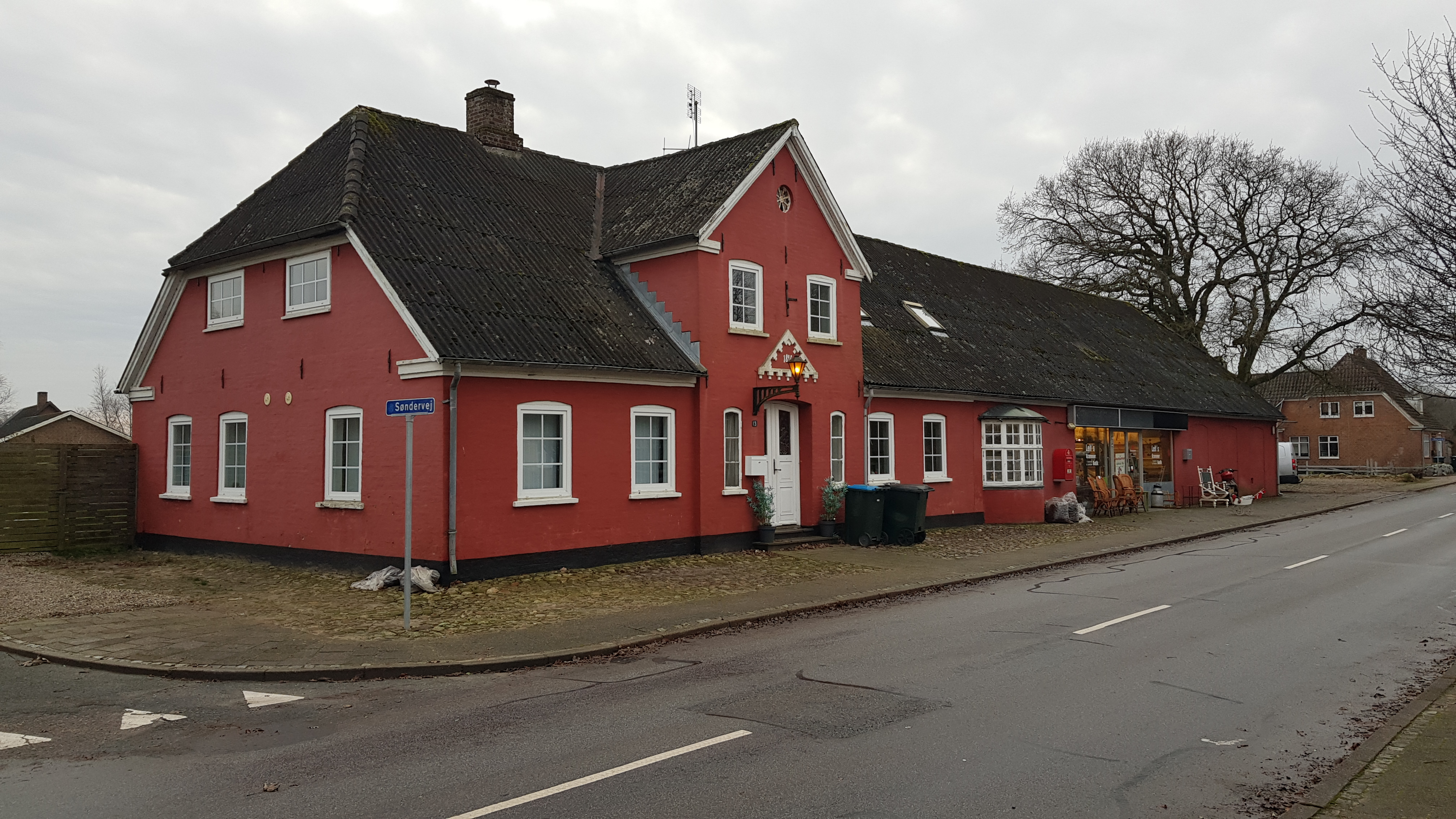
Ehemaliges Lebensmittelgeschäft